# Poboczna liczba kwantowa
Poboczna liczba kwantowa, orbitalna liczba kwantowa (l) – przyjmuje wartości od 0 do n-1, gdzie n to główna liczba kwantowa. Wartość pobocznej liczby kwantowej określa rodzaj podpowłoki elektronowej.
Kwantuje wartości orbitalnego momentu pędu elektronu w atomie zgodnie z równaniem:
{\displaystyle M={\frac {{\sqrt {l(l+1)}}h}{2\pi }}}
gdzie:
h – stała Plancka
M – orbitalny moment pędu elektronu
l – poboczna liczba kwantowa
π – liczba pi